# Complicatie (medisch)
Een complicatie is een probleem tijdens een ziekte of een medische behandeling. Van veel ziektes en behandelingen is het bekend, dat er complicaties op kunnen treden. Vaak is dan ook bekend hoeveel procent van de zieken of van de behandelde patiënten die complicatie zullen ondervinden.

## Ontstaan en bijwerkingen
Als een ziekte meestal op een bepaalde manier verloopt, dan zijn afwijkende klachten en symptomen een complicatie. Zo is bij griep een bijkomende longontsteking een complicatie.
Als een medische behandeling volledig juist uitgevoerd wordt (volgens het boekje), kunnen er toch problemen ontstaan tijdens of door de behandeling. Een complicatie tijdens een operatie aan de galblaas kan bijvoorbeeld lekkage van gal zijn. Complicaties kunnen ook later optreden: na een operatie in de buik kan iemand jaren later last krijgen van verklevingen.
Veel medicijnen die tijdens een medische behandeling gegeven worden, kunnen bijwerkingen hebben.

## Complicaties zijn geen medische fouten
Complicaties zijn niet hetzelfde als medische fouten: bij medische fouten is de behandeling niet juist uitgevoerd en zijn er daardoor problemen ontstaan. Bij complicaties ontstaan de problemen ondanks de juiste behandeling.
Het voorkómen van complicaties is een van de doelen van een arts en er wordt veel onderzoek gedaan om veel voorkomende of ernstige complicaties van bepaalde behandelingen tegen te gaan.